# Megatritheca grossedenticulata
Megatritheca grossedenticulata là một loài thực vật có hoa trong họ Cẩm quỳ. Loài này được (M. Bodard & Pellegr.) Cristóbal mô tả khoa học đầu tiên năm 1965.